# Martinchel
Martinchel é uma povoação portuguesa sede da Freguesia de Martinchel do Município de Abrantes, freguesia com 17,07 km² de área e 488 habitantes (censo de 2021), tendo, por isso, uma densidade populacional de 28,6 hab./km².
Situada perto da Barragem de Castelo de Bode, apresenta potencialidades em termos turísticos pela proximidade do espelho de água da segunda maior albufeira portuguesa (em superfície).

## Demografia
A população registada nos censos foi:
| Distribuição da População por Grupos Etários | Distribuição da População por Grupos Etários | Distribuição da População por Grupos Etários | Distribuição da População por Grupos Etários | Distribuição da População por Grupos Etários |
| -------------------------------------------- | -------------------------------------------- | -------------------------------------------- | -------------------------------------------- | -------------------------------------------- |
| Ano                                          | 0-14 Anos                                    | 15-24 Anos                                   | 25-64 Anos                                   | > 65 Anos                                    |
| 2001                                         | 74                                           | 89                                           | 334                                          | 216                                          |
| 2011                                         | 47                                           | 51                                           | 311                                          | 195                                          |
| 2021                                         | 37                                           | 30                                           | 221                                          | 200                                          |

## Cultura
- Ecomuseu de Martinchel

## Elementos do Mesolítico e Neolítico
Além da Anta de Vale da Laje (representando o megalitismo inicial), estão ainda referenciadas nesta zona a Mamoa de Castelo de Bode e a Anta do Alqueidão (Martinchel).

## Caneiros
É conhecida a localização de vários caneiros, tanto a montante de Castelo de Bode (que ficaram submersos com a água da Albufeira) como a jusante desse local. A título de exemplo, se se conhece os Caneiros da Barca Nova (Caneiro da Mansa e Caneiro do Oliveira, onde se diz que terão morto um homem que ia roubar peixe) e o Caneiro do Rei, ao fundo do lugar de Casal do Rei.